# Sainte-Foy-Saint-Sulpice
Sainte-Foy-Saint-Sulpice là một xã trong tỉnh Loire miền trung nước Pháp.